# ديريك كيز
ديريك كيز هو سياسي جنوب أفريقي، ولد في 30 أغسطس 1931 في جوهانسبرغ في جنوب أفريقيا، وتوفي في 29 أبريل 2018. نشط حزبياً في الحزب الوطني. وقد انتخب وزير المالية ‏.

## وصلات خارجية
- ديريك كيز على موقع مونزينجر (الألمانية)